# Aphelandrella modesta
Aphelandrella es un género monotípico de plantas con flores perteneciente a la familia Acanthaceae. Su única especie es: Aphelandrella modesta. Es originaria de Perú donde se encuentra en los bosques en las orillas de los ríos en el Departamento de Amazonas.

## Taxonomía
El género fue descrito por Gottfried Wilhelm Johannes Mildbraed y publicado en Notizblatt des Botanischen Gartens und Museums zu Berlin-Dahlem 9(89): 986. 1926.